# 陽だまりのグラウンド
『陽だまりのグラウンド』（ひだまりのグラウンド、Hardball）は、2001年のアメリカ合衆国のドラマ映画。
監督はブライアン・ロビンス、出演はキアヌ・リーブスとダイアン・レインなど。
借金返済のためにやむなく貧民街の少年野球チームのコーチ役を引き受けるはめとなった男性が、少年たちとの交流を通して自分を見つめ直していく姿を描いている。

## ストーリー
スポーツ賭博をきっかけに莫大な借金を抱えることになってしまったオニールは、証券会社に勤務する友人ジミーを頼りに借金返済の計画を進める。しかし新たに賭けに負けてしまい、月に500ドルもの返金を課せられてしまう。ジミーに頼るも、これまでも莫大な援助をしているため、なかなか貸してくれない。
そこでジミーはオニールに、自身がオーナーを務める少年野球チームの代理コーチの仕事を持ちかける。オニールは藁にもすがる思いでこれを引き受けるも、もともと子供は苦手であり、コーチの仕事もろくにせず、賭けごとにばかり夢中になる日々が続く。
チームの子供たちはみな黒人。みな治安の悪い環境で、拳銃の音におびえる毎日を過ごしている。彼らにとって楽しみは野球をすることだけだったのだ。オニールは監督業をしながら彼らの置かれた状況を少しずつ理解していき、監督という仕事にやりがいを見出す。
1万2000ドルの多賭けに勝ったオニールは借金を完済すると、彼は賭けごとからは足を洗う。学校の先生のエリザベスをやっとこさ落とし、体育指導員の新たな職も手に入れる。そしてチームも順調に勝ち、選手権大会への出場権を獲得するが、決勝戦でサヨナラヒットを放ったGベイビーが流れ弾に当たり命を落としてしまう。
Gベイビーが死に、出場を辞退するように説得されるオニールだったが、チームの子供たちは「Gベイビーのために」と言って試合をしたいと訴え、オニールもそれを了承する。翌日、選手権大会に出場した彼らは、見事優勝を果たしたのだった。

## キャスト
| 役名                                   | 俳優                     | 日本語吹替     |
| -------------------------------------- | ------------------------ | -------------- |
| コナー・オニール                       | キアヌ・リーブス         | 小山力也       |
| エリザベス・ウィルクス                 | ダイアン・レイン         | 唐沢潤         |
| ティッキー・トビン                     | ジョン・ホークス         | 桐本琢也       |
| マット・ハイランド                     | D・B・スウィーニー       | 緒方文興       |
| ジミー・フレミング                     | マイク・マッグローン     | 入江崇史       |
| マイルス・ペンフィールド2世            | A・デロン・エリス・Jr    | 中澤やよい     |
| ジェファーソン・アルバート・ティッブス | ジュリアン・グリフィス   | 喜田あゆ美     |
| アンドレ・レイ・ピーツ                 | ブライアン・ハーン       | 麻丘夏未       |
| ジャマル                               | マイケル・B・ジョーダン  | 高山佳音里     |
| クラレンス                             | クリストファー・ロフトン | 西宏子         |
| コーフィ・エヴァンス                   | マイケル・パーキンス     | ゆきじ         |
| レイレイ                               | ブライアン・リード       | 朴璐美         |
| Gベイビー                              | ドウェイン・ウォーレン   | こおろぎさとみ |
| ダフィー                               | グレアム・ベッケル       |                |

## 作品の評価
Rotten Tomatoesによれば、批評家の一致した見解は「『陽だまりのグラウンド』には感動的な瞬間がいくつかあるものの、スポーツ映画の常套を超えるには充分ではない。」であり、113件の評論のうち高評価は41%にあたる46件で、平均点は10点満点中4.76点となっている。
Metacriticによれば、25件の評論のうち、高評価は11件、賛否混在は9件、低評価は5件で、平均点は100点満点中48点となっている。
第22回ゴールデンラズベリー賞においてキアヌ・リーブスが『スウィート・ノベンバー』での演技と合わせて最低主演男優賞にノミネートされた（受賞はならず）。

## その他
少年野球チームの監督を実際に経験したロバート・ミュジコウスキーのノンフィクション小説が基になって制作された。この映画では主人公がお金のためだけに監督を買って出たように描かれているためミュジコウスキーはパラマウント映画を告訴した。ミュジコウスキーは裁判には負けている。
登場するチームの名前はアフリカの民族から取られている。